# Mary FitzClarence
Mary FitzClarence (19 décembre 1798 – 13 juillet 1864) aussi connue sous le nom de Mary Fox, est une fille illégitime du roi Guillaume IV du Royaume-Uni par sa maîtresse Dorothea Jordan. Elle est aussi écrivaine de science-fiction féministe.

## Biographie
Marie FitzClarence est né à Bushy House le quatrième enfant et deuxième fille du duc de Clarence, et de sa maîtresse Dorothea Jordan. Elle est "une bonne fille brune, avec un visage souriant et des bonnes mœurs". En 1820, sa jeune sœur Elizabeth est courtisée par Charles Richard Fox, fils illégitime de Henry Vassall-Fox (3e baron Holland) et Lady Holland. Ses parents ne consentent pas à ce mariage, mais quatre ans plus tard, approuvent sa relation avec Marie.
Le couple se marie le 19 juin 1824 à St George's Hanover Square, à Londres. Le couple emménage à Little Holland House (en) en 1827. Ils déménagent au Canada en septembre 1829, quand Charles reprend du service actif dans l'armée.
Mary FitzClarence reçoit de son père la deuxième partie du Rôle d'Anthony, qui a été possession de la famille royale depuis le règne d'Henri VIII, alors qu'elle n'est probablement pas intéressée par l'histoire de la Royal Navy. La mort de son oncle, George IV, en 1830, conduit à son père sur le trône du Royaume-Uni et de Hanovre. Le nouveau roi a hâte de voir sa fille de retour à la maison. Il lui accorde le rang de fille de marquis le 24 mai 1831.
En 1837 elle publie Account of an Expedition to the Interior of New Holland, considéré comme uns des textes fondateurs de science-fiction féministe,.
Le roi Guillaume IV, meurt en 1837 et la reine Victoria, monte sur le trône. Plus tard dans l'année, Mary publie une utopie féministe Gothique intitulé Compte-rendu d'une expédition à l'Intérieur de la Nouvelle-Hollande. Ce traité est l'exemple le plus représentatif de la vision de la Nouvelle-Hollande comme un lieu mystérieux et "irréel". En janvier 1857, Sir Frederic Madden, dépositaire des manuscrits du British Museum, a appris que Lady Mary a voulu vendre le rouleau qu'elle a reçu de son père afin de recueillir des fonds pour la construction d'une église", ou quelque chose de ce genre".
Pendant une grande partie de sa vie plus tard, Mary est gardienne du Château de Windsor. Elle meurt sans enfants le 13 juillet 1864. Elle est enterrée avec son mari à Kensal Green Cemetery.

## Publications
- (en) Mary Fox Harvard University, Account of an Expedition to the Interior of New Holland, R. Bentley, 1837 (lire en ligne)[4].